# Дергачевский сельсовет
Дергачевский сельсове́т — упразднённая в 2008 году административно-территориальная единица и сельское поселение (тип муниципального образования) в составе Стерлитамакского района. Почтовый индекс — 453138. Код ОКАТО — 80249832000. Код ИФНС — 0242. Согласно Закону Республики Башкортостан «О границах, статусе и административных центрах муниципальных образований в Республике Башкортостан» от 16 декабря 2004 года имел статус сельского поселения.
Объединён с сельским поселением Первомайский сельсовет.

## Состав сельсовета
Дергачевский сельсовет: деревня Дергачевка — административный центр, деревни Владимировка, Соколовка, Федоро-Петровка (приложение 44 ж);
- д. Дергачевка
- д. Владимировка
- д. Соколовка
- д. Федоро-Петровка

## История
Закон Республики Башкортостан от 19.11.2008 № 49-з «Об изменениях в административно-территориальном устройстве Республики Башкортостан в связи с объединением отдельных сельсоветов и передачей населённых пунктов» гласил:

 "Внести следующие изменения в административно-территориальное устройство Республики Башкортостан:
40) по Стерлитамакскому району:

г) объединить Первомайский и Дергачевский сельсоветы с сохранением наименования «Первомайский» с административным центром в селе Первомайское.

Включить деревни Владимировка, Дергачевка, Соколовка, Федоро-Петровка Дергачевского сельсовета в состав Первомайского сельсовета.

Утвердить границы Первомайского сельсовета согласно представленной схематической карте.

Исключить из учётных данных Дергачевский сельсовет;

## Реки
- Уршак.

## Географическое положение
На 2008 год граничил с Альшеевским и Аургазинским районами, муниципальными образованиями Константиноградовский сельсовет, Первомайский сельсовет («Закон Республики Башкортостан от 17.12.2004 N 126-з „О границах, статусе и административных центрах муниципальных образований в Республике Башкортостан“»).

## Автодороги
- Дергачевка — Бегеняш.